# Adolphe Lullin
Adolphe Lullin est un peintre genevois né à Lancy (République de Genève) le 1er février 1780 et mort, près de Paris, à Montmorency le 28 février 1806.

## Biographie
Élève de François-Gédéon Reverdin, puis de Jacques-Louis David. Fils de Michel Lullin de Châteauvieux et frère d'Anna Lullin qui épousera le financier Jean-Gabriel Eynard. Dans l'atelier de David subit l'influence de Pierre-Maurice Quay. Lors d'un séjour à Genève en 1801, il recommande le peintre  genevois Charles Joseph Auriol à Étienne-Jean Delécluze, avec lequel il s'était lié d'amitié à Paris. De retour à Paris en 1802, il tâche de subvenir aux besoins de sa famille en travaillant chez le libraire Bossange, mais soutenu par son oncle Charles Pictet de Rochemont, il retourne à ses pinceaux. Après un nouveau séjour à Genève, puis en Italie, il séjourne à Montmorency pour tenter de soigner une maladie qui l'emporte finalement.
Le musée d'Art et d'histoire de Genève conserve un tableau de lui : Cornélie, mère des Gracques, provenant d'un don de la succession Diodati.